# Serrinha (Rio Grande do Norte)
Serrinha est une municipalité brésilienne située dans l'État du Rio Grande do Norte.